# Simon Falette
Simon Falette (ur. 19 lutego 1992 w Le Mans) – gwinejski piłkarz występujący na pozycji środkowego obrońcy. Od 2017 roku zawodnik Eintrachtu Frankfurt.

## Życiorys
W czasach juniorskich trenował w Tours FC i FC Lorient. W 2010 roku dołączył do rezerw Lorient. 18 lutego 2012 w barwach pierwszego zespołu zadebiutował w Ligue 1 – miało to miejsce w przegranym 0:1 meczu z Lille OSC. Od 8 sierpnia 2012 do 30 czerwca 2013 przebywał na wypożyczeniu w Stade Lavallois. 12 sierpnia 2013 został wypożyczony na rok do Stade Brestois 29. Po zakończeniu wypożyczenia pozostał w tym klubie na zasadzie wolnego transferu. W latach 2016−2017 występował w FC Metz. 16 sierpnia 2017 został sprzedany za około 2,7 miliona euro do niemieckiego Eintrachtu Frankfurt. W Bundeslidze zagrał po raz pierwszy 20 sierpnia 2017 w zremisowanym 0:0 spotkaniu z SC Freiburg. Grał w nim do 83. minuty, po czym został zmieniony przez Danny’ego da Costę. W sezonie 2017/2018 zdobył wraz z Eintrachtem Puchar Niemiec.
| Sezon   | Klub                   | Kraj    | Rozgrywki  | Mecze | Bramki | Rozgrywki Europy | Mecze | Bramki |
| ------- | ---------------------- | ------- | ---------- | ----- | ------ | ---------------- | ----- | ------ |
| 2011/12 | FC Lorient             | Francja | Ligue 1    | 1     | 0      | -                | -     | -      |
| 2012/13 | Stade Lavallois (wyp.) | Francja | Ligue 2    | 27    | 2      | -                | -     | -      |
| 2013/14 | Stade Brestois 29      | Francja | Ligue 2    | 32    | 1      | -                | -     | -      |
| 2014/15 | Stade Brestois 29      | Francja | Ligue 2    | 32    | 1      | -                | -     | -      |
| 2015/16 | Stade Brestois 29      | Francja | Ligue 2    | 34    | 1      | -                | -     | -      |
| 2016/17 | FC Metz                | Francja | Ligue 1    | 36    | 3      | -                | -     | -      |
| 2017/18 | Eintracht Frankfurt    | Niemcy  | Bundesliga | 27    | 1      | -                | -     | -      |
| 2018/19 | Eintracht Frankfurt    | Niemcy  | Bundesliga | 7     | 0      | Liga Europy      | 7     | 0      |

Stan na: koniec sezonu 2018/2019

## Życie prywatne
Syn Alberta Falette (ur. 1962 w Kourou w Gujanie), trenera i byłego piłkarza, który rozegrał 308 meczów w Ligue 2 w barwach Angers, Stade Rennais i Mans.